# شهر فخر الإعاقة
يتم الاحتفال بشهر فخر الإعاقة في جميع أنحاء العالم، عادةً في شهر يوليو. وقد تطور فخر الإعاقة من يوم للاحتفال إلى حدث يستمر لمدة شهر.
نشأ هذا اليوم في الولايات المتحدة لإحياء ذكرى صدور قانون الأمريكيين ذوي الإعاقة التاريخي في يوليو 1990. يشكل الأشخاص ذوو الإعاقة حوالي 15% من سكان العالم. وهم يمثلون جميع الأعمار والأجناس والأعراق والأديان والخلفيات الاجتماعية والإقتصادية.
يحتفل شهر فخر الإعاقة بالأشخاص ذوي الإعاقة وهوياتهم وثقافتهم ومساهماتهم في المجتمع. كما يسعى إلى تغيير الطريقة التي يفكر بها الناس ويُعرفون بها الإعاقة، وإنهاء وصمة العار المرتبطة بالإعاقة، وتعزيز الاعتقاد بأن الإعاقة هي جزء طبيعي من التنوع البشري الذي يمكن للأشخاص الذين يعيشون مع الإعاقة الاحتفال به والفخر به. إنها فرصة للأشخاص ذوي الإعاقة للتجمع والاحتفال بكونهم أنفسهم، بغض النظر عن اختلافاتهم. وإنها أيضًا فرصة لزيادة الوعي بالتحديات التي لا يزالون يواجهونها كل يوم للحصول على معاملة متساوية.

## تاريخ

### الولايات المتحدة
في 12 مارس 1990، تظاهر أكثر من ألف شخص من البيت الأبيض إلى مبنى الكونغرس الأمريكي للمطالبة بإقرار قانون الأمريكيين ذوي الإعاقة. وعند وصولهم، أظهر حوالي 60 ناشطًا، بما في ذلك جينيفر كيلان تشافينز البالغة من العمر ثماني سنوات، عدم إمكانية الوصول إلى الأماكن العامة من خلال الخروج من كراسيهم المتحركة أو وضع مساعدات الحركة جانبًا والزحف على درجات مبنى الكونغرس في عمل من أعمال العصيان المدني الذي أصبح يُعرف فيما بعد باسم "زحف الكابيتول". وبعد ذلك اعتقلت الشرطة 104 ناشطًا بتهمة التظاهر غير القانوني، وكان العديد منهم على كراسيهم المتحركة.
في 26 يوليو 1990، وقّع الرئيس جورج بوش الأب على قانون الأمريكيين ذوي الإعاقة.
يتم الاحتفال بشهر يوليو من كل عام باعتباره شهر فخر ذوي الإعاقة لإحياء ذكرى هذه اللحظة التاريخية.

### المملكة المتحدة
يوجد في إنجلترا وإسكتلندا وويلز قانون مماثل تم إقراره في عام 1995 يسمى قانون التمييز ضد ذوي الإعاقة، والذي تم استبداله بقانون المساواة في عام 2010. يتمتع الأشخاص في أيرلندا الشمالية بالحماية بموجب قانون التمييز ضد ذوي الإعاقة لعام 1995.

## فخر الإعاقة
وُلِد مفهوم فخر الإعاقة من حركة حقوق المعاقين واستند إلى سياسات الهوية التقاطعية والعدالة الاجتماعية. يعتمد المفهوم الأساسي لفخر الإعاقة على مبدأ إعادة صياغة الروايات السلبية والتحيزات التي تحيط غالبًا بمفهوم الإعاقة. فخر الإعاقة هو استجابة و رد فعل ضد التمييز ضد ذوي الإعاقة والوصمة الاجتماعية. يعود هذا المفهوم إلى نفس النظرية الاجتماعية التي تدعم فخر المثليين وفخر السود. فخر الإعاقة هي حركة تهدف إلى الاحتفال بتاريخ حركة حقوق المعاقين والأشخاص ذوي الإعاقة كمساهمين إيجابيين في المجتمع.
وهذا يمثل إنفصالاً عن المفاهيم التقليدية للإعاقة باعتبارها ظروفًا مخزية، والتي غالبًا ما كانت مخفية عن الأماكن العامة والوعي السائد. يعتمد فخر الإعاقة على النموذج الاجتماعي للإعاقة ويُوصف بأنه يبتعد عن النموذج الطبي للإعاقة.

## المواقع
يتم الاحتفال بفخر الإعاقة في جميع أنحاء العالم، بما في ذلك في المملكة المتحدة، وجنوب إفريقيا، ودول أخرى خلال أوقات مختلفة من العام. وقد أُقيمت احتفالات أخرى بفخر الإعاقة في إنجلترا، وألمانيا، ونيوزيلندا، والنرويج، وسويسرا، وكوريا الجنوبية، والأردن.
| دولة             | مدينة                      | عدد العروض | العرض الأول | العرض الأخير |
| ---------------- | -------------------------- | ---------- | ----------- | ------------ |
| نيوزيلندا        | ويلينغتون                  | 1          | 2021        | -            |
| سويسرا           | زيورخ                      | 5          | 2016        | -            |
| المملكة المتحدة  | برايتون، إنجلترا           | 3          | 2017        | -            |
| المملكة المتحدة  | مانسفيلد، إنجلترا          | 1          | 2023        |              |
| المملكة المتحدة  | تشستر، إنجلترا             | 1          | 2023        | -            |
| المملكة المتحدة  | ليدز، إنجلترا              | 1          | 2023        |              |
| المملكة المتحدة  | ريدينغ، إجلترا             | 1          | 2023        | -            |
| المملكة المتحدة  | بلفاست، أيرلندا الشمالية   | 1          | 2014        | -            |
| الولايات المتحدة | بوسطن، ماساتشوستس          | 2          | 1990        | 2014         |
| الولايات المتحدة | شيكاغو، إلينوي             | 16         | 2004        | -            |
| الولايات المتحدة | ماونتن فيو، كاليفورنيا     | 5          | 2010        | 2014         |
| الولايات المتحدة | كولومبيا، ميزوري           | 1          | 2010        | -            |
| الولايات المتحدة | لوغان، يوتا                | 1          | 2010        | -            |
| الولايات المتحدة | دافيس، كاليفورنيا          | 1          | 2010        | -            |
| الولايات المتحدة | ترنتون، نيوجيرسي           | 5          | 2011        | 2015         |
| الولايات المتحدة | فيلادلفيا، بنسلفانيا       | 11         | 2012        | -            |
| الولايات المتحدة | كولورادو سبرينغز، كولورادو | 1          | 2012        | -            |
| الولايات المتحدة | ناكوجدوشيس، تكساس          | 4          | 2014        | 2017         |
| الولايات المتحدة | كولومبوس، أوهايو           | 1          | 2014        | -            |
| الولايات المتحدة | نيويورك، نيويورك           | 5          | 2015        | -            |
| الولايات المتحدة | أتلانتا، جورجيا            | 1          | 2015        | -            |
| الولايات المتحدة | بوفالو، نيويورك            | 2          | 2016        | 2017         |
| الولايات المتحدة | لوس أنجلوس، كاليفورنيا     | 2          | 2016        | -            |
| الولايات المتحدة | بيتسبرغ، بنسلفانيا         | 1          | 2022        | -            |
| الولايات المتحدة | بلومنجتون، إلينوي          | 2          | 2021        | 2022         |
| الولايات المتحدة | ليهاي فالي، بنسلفانيا      | 1          | 2023        | -            |
| الولايات المتحدة | هاريسبرج، بنسلفانيا        | 1          | 2022        | -            |

## احتفالات

### الولايات المتحدة

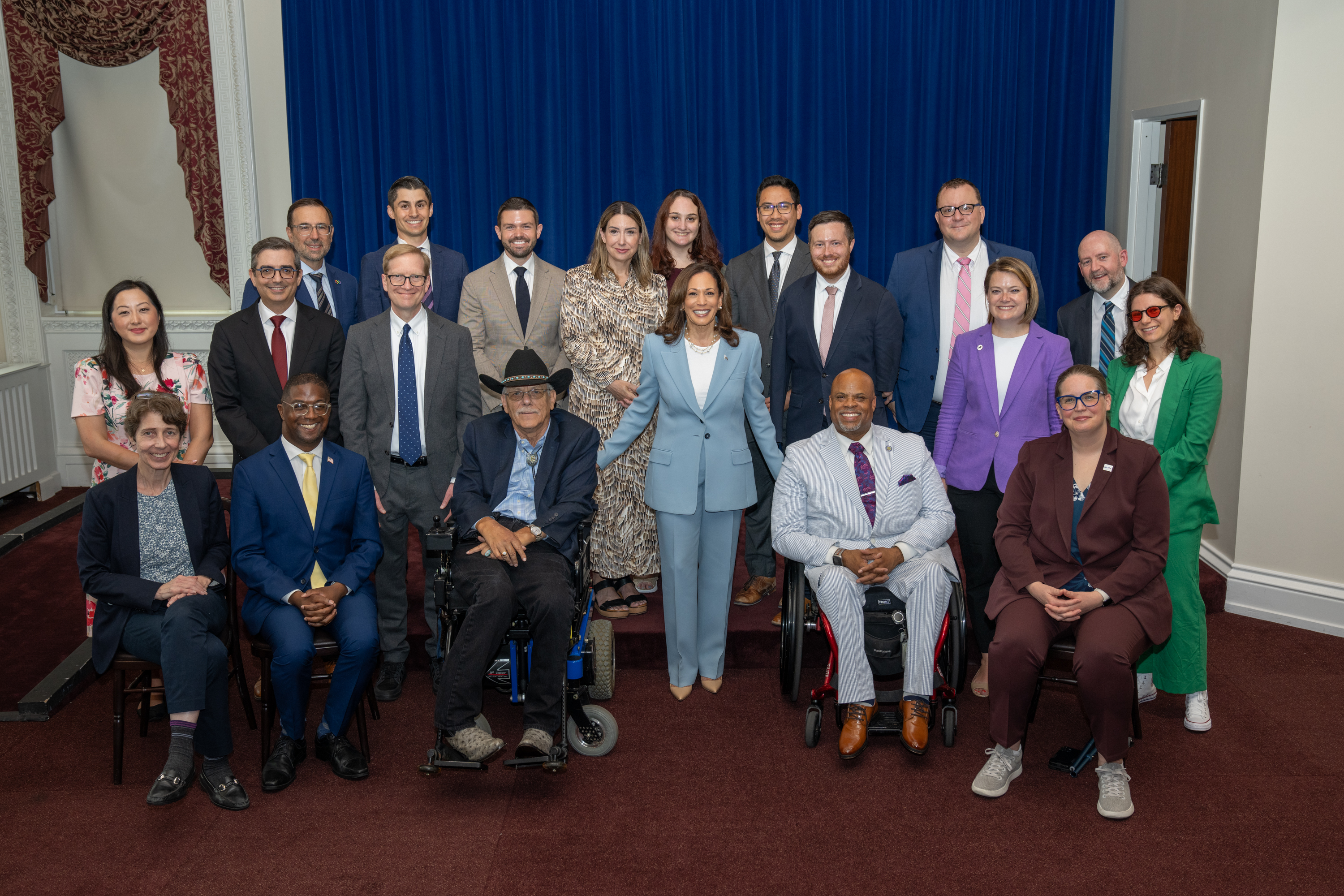
نائبة الرئيس كامالا هاريس مع الموظفين تكريما لشهر فخر ذوي الإعاقة، 2024

يشكل الأشخاص ذوو الإعاقة أكبر الأقليات تنوعًا في الولايات المتحدة حيث يشكلون ما يقرب من 26% من السكان. اعتبارًا من عام 2022، لم يتم الاعتراف بشهر فخر الإعاقة على المستوى الوطني في الولايات المتحدة.
وقد تم الاعتراف رسميًا بالاحتفال من قبل رئيس بلدية مدينة نيويورك بيل دي بلازيو ورئيسة بلدية سان فرانسيسكو لندن بريد.
تقام مسيرات فخر ذوي الإعاقة سنويًا للاحتفال بهذا الشهر في شيكاغو ولوس أنجلوس ونيويورك وسان فرانسيسكو وسان أنطونيو وفيلادلفيا وبيتسبرغ وغيرها. غالبًا ما تحمل مسيرات فخر ذوي الإعاقة تقاليد فريدة من نوعها في الموقع، مثل رفع علم العدالة لذوي الإعاقة في مبنى البلدية وأسبوع كامل من الأحداث المجانية في فيلادلفيا.

#### بوسطن، ماساتشوستس
أُقيم أول يوم فخر للمعاقين في 6 أكتوبر عام 1990 في بوسطن، ماساتشوستس. ووفقًا لقصاصة صحفية من ذلك اليوم، "سار أكثر من 400 شخص وقادوا سياراتهم وركبوا دراجاتهم وانتقلوا من مبنى البلدية إلى بوسطن كومن في مظاهرة للتأكيد على أن "الإعاقة ليست مأساوية، بل هي جزء طبيعي من التجربة الإنسانية". كانت المتحدثة الرئيسية هي كارين تومسون، مؤلفة كتاب لماذا لا تستطيع شارون كوالسكي العودة إلى الوطن ؟ أُقيم مرة أخرى في عام 1991 ولكنه انتهى بعد ذلك بسبب وفاة المنظمة الرئيسية، ديانا فيتس، وبانتقال المنظمة المشاركة كاثرين أوديت إلى ماديسون، ويسكونسن.

#### شيكاغو، إلينوي

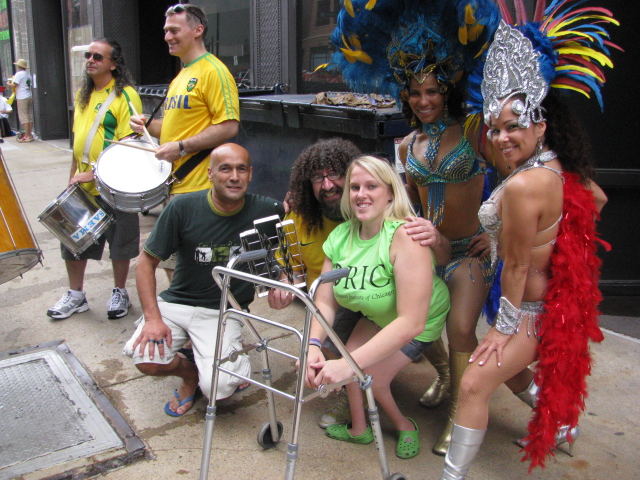
المشاركون في مسيرة فخر ذوي الإعاقة 2011

كان أول عرض فخر للأشخاص ذوي الإعاقة في شيكاغو هو أول عرض من نوعه في الولايات المتحدة بعد المسيرات التي أقيمت في بوسطن في التسعينيات. أُقيم في 18 يوليو 2004 في شيكاغو مع يوشيكو دارت كمشرف على العرض. تم تمويل أول عرض في شيكاغو بمبلغ 10 آلاف دولار أمريكي من أموال رأس المال التي تلقتها سارة تريانو في عام 2003 كجزء من جائزة بول جي هيرن للقيادة من الجمعية الأمريكية للأشخاص ذوي الإعاقة. وفقاً لتريانو، حضر العرض 1500 شخص. أُقيمت مسيرات فخر الأشخاص ذوي الإعاقة في شيكاغو كل شهر يوليو لاحق بموضوع ومشرف عام كل عام باستثناء عامي 2020 و2021 بسبب جائحة كورونا.
| موعد مسيرة فخر ذوي الإعاقة في شيكاغو | سمة                                                   | المارشال الكبير |
| ------------------------------------ | ----------------------------------------------------- | --------------- |
| يوليو 18 2004                        | متحدون في الفخر                                       | يوشيكو دارت     |
| يوليو 23 2005                        | الوحدة تبني المجتمع                                   | ستيفن براون     |
| يوليو 22 2006                        | الاحتفال بالفنون والثقافة الخاصة بالإعاقة             | روبرت ديفيد هول |
| يوليو 21 2007                        | الاحتفال عالميًا: ذوي الإعاقة، فخورون، حاضرون، متنوعون | كاثي مارتينيز   |
| يوليو 26 2008                        | الكبرياء المُدرك هو القدر الممكن(P R I D E)            | توني كويلو      |
| يوليو 25 2009                        | التحول إلى الفخر                                      | آمبر سموك       |
| يوليو 24 2010                        | ثورة الفخر                                            | ايلي كلير       |
| يوليو 23 2011                        | فخر ذوي الإعاقة معدٍ                                   | كاثرين أوديت    |
| يوليو 21 2012                        | فخر ذوي الإعاقة: اليوم، وغدًا، وإلى الأبد              | ليندا ميلر      |
| يوليو 19 2014                        | أحب الحياة وعش حياة خضراء                             | غاري أرنولد     |
| يوليو 18 2015                        | على الطريق إلى الحرية                                 | توم هاركن       |
| يوليو 23 2016                        | الإدماج مهم                                           | كريس لينزو      |
| يوليو 22 2017                        | كارين تاملي، كيفن إيرفين، وابنتهما دومينيكا           |                 |
| يوليو 21 2018                        | إن المساواة بين الأشخاص المعاقين أمر طال انتظاره      |                 |
| يوليو 20 2019                        | فخر ذوي الإعاقة هو عدالة اجتماعية                     | جينجر لين       |
| يوليو 23 2022                        | فخر ذوي الإعاقة يعود من جديد وبقوة أكبر من أي وقت مضى | أليك كاباكونجان |

يصف موكب فخر ذوي الإعاقة في شيكاغو أهداف احتفاله في بيان مهمته:
- لتغيير الطريقة التي يفكر بها الناس ويُعرفون بها "الإعاقة".
- لكسر وإنهاء العار الداخلي بين الأشخاص ذوي الإعاقة.
- تعزيز الإيمان في المجتمع بأن الإعاقة هي جزء طبيعي وجميل من التنوع البشري الذي يمكن للأشخاص الذين يعيشون مع الإعاقة أن يفخروا به.

#### مدينة نيويورك، نيويورك
في 26 يوليو 1992، نظمت مدينة نيويورك أول مسيرة بمناسبة يوم استقلال المعوقين. وكان عضو الكونغرس ميجر أوينز المتحدث الرئيسي. أُقيمت آخر مسيرة ليوم استقلال المعوقين في 28 يوليو 1996. بدأت مدينة نيويورك في إقامة مسيرات فخر المعوقين سنوياً في عام 2015 عندما أعلن عمدة المدينة بيل دي بلازيو شهر يوليو شهر فخر المعوقين. ولدت ماري باترسون ليدون، ابنة عازف الجاز مايك ليدون في عام 2004 بإعاقات متعددة وكانت تلك هي الشرارة التي أشعلت النار في مسيرة فخر الإعاقة السنوية في مدينة نيويورك.
بدأ أولاً في تجميع الأفكار لمسيرة فخر الإعاقة في مدينة نيويورك في عام 2011. وقام بتأسيس منظمة غير ربحية تسمى فخر الإعاقة في نيويورك (DPNYC) في عام 2014. في نفس العام، كان مكتب عمدة المعاقين (MOPD) يخطط للاحتفال بالذكرى السنوية الخامسة والعشرين لتوقيع قانون الأمريكيين ذوي الإعاقة وقرر توحيد الجهود مع منظمة فخر الإعاقة في نيويورك لإقامة أول مسيرة فخرية سنوية للمعاقين في 12 يوليو 2015. تم جمع بعض الأموال الأولية للمسيرة من حفل موسيقى الجاز يسمى أساطير الجاز يعزفون من أجل ذوي الإعاقة الذي نظمه LeDonne حيث تبرع العديد من موسيقيي الجاز بمواهبهم في تلك الليلة. حضر ما يقرب من 4000 شخص في العرض الأول، والذي بلغ ذروته باحتفال يضم مواهب مجتمع الإعاقة. كان توم هاركين وماري ليدون (ابنة مايك ليدون، مؤسس ورئيس منظمة فخر الإعاقة في نيويورك) من المشرفين الرئيسيين للحدث.

### المملكة المتحدة
يعيش واحد من كل خمسة أشخاص في المملكة المتحدة مع إعاقة.

#### برايتون، إنجلترا
فخر الإعاقة في برايتون هو حدث سنوي يستخدم لتعزيز الرؤية والوعي السائد بالفخر الإيجابي الذي يشعر به الأشخاص ذوو الإعاقة داخل مجتمعهم في برايتون بإنجلترا. تأسست حملة تأسست حملة فخر الإعاقة في برايتون في عام 2016 على يد جيني سكيلتون بعد أن تعرضت ابنتها تشارلي لحادثة تمييز ضد ذوي الاحتياجات الخاصة في برايتون. ونشرت جيني على فيسبوك منشورًا عن الحادث مصحوبًا بالسطر الأخير من النص "هل هناك من يرغب في فخر الإعاقة؟" وانتشر المنشور على فيسبوك بشكل كبير ثم التقطته وسائل الإعلام وبعد أن تلقت مئات الرسائل من أشخاص آخرين من المعاقين الذين تعرضوا لحوادث مماثلة، قررت المضي قدما في الفكرة. وبعد مرور عام واحد في عام 2017، أُقيم أول مهرجان فخر الإعاقة في برايتون في نيو رود في برايتون بحضور حوالي 2000 شخص. يقام حدث فخر الإعاقة في برايتون سنويًا منذ عام 2017، وهو حدث مجاني. يوجد هناك أكشاك من مختلف الجمعيات الخيرية ومجموعات ذوي الإعاقة، بالإضافة إلى العروض الحية والفنون من قبل فنانين ذوي الإعاقة. بسبب القيود التي فرضتها الإغلاقات بسبب جائحة كورونا-19، انتقل الحدث إلى الإنترنت في عام 2020 بعرض مدته ساعتان ونصف استضافته قناة Latest TV والذي تم بثه أيضًا على فريفيو في 12 يوليو 2020.

### نيوزيلندا

#### ويلينغتون، نيوزيلندا
بدأت الاحتفالات في نيوزيلندا على يد نيك روين وراشيل نوبل في عام 2016 كأسبوع فخر الإعاقة التجريبي للاحتفال بفخر الإعاقة. تضمن الحدث الفن ورواية القصص ومجموعة محددة من القيم. انتشر على مستوى البلاد ويهدف عمدًا إلى إشراك شعب الماوري الأصلي وثقافتهم. وقد أقيم هذا يقول بيان أسبوع فخر ذوي الإعاقة في نيوزيلندا إن الأحداث يجب أن تستكشفالحدث في سبتمبر ونوفمبر وديسمبر. يقول بيان أسبوع فخر الإعاقة في نيوزيلندا إن الأحداث يجب أن تستكشف أو توضح فخر الإعاقة، وأن يكون الأشخاص ذوو الإعاقة هم من يقودون التخطيط وتنفيذ الحدث، وأن يعترفوا بأعضاء مجتمع ذوي الإعاقة الذين شاركوا، وأن تكون الأحداث ممتعة وشاملة.

## أسبوع فخر ذوي الإعاقة
تتزامن مسيرات فخر الإعاقة عادةً مع أسبوع فخر الإعاقة في المجتمعات التي تُقام فيها. أسبوع فخر الإعاقة هو حدث سنوي يُستخدم لتعزيز الرؤية والوعي السائد بالفخر الإيجابي الذي يشعر به الأشخاص ذوو الإعاقة داخل مجتمعهم. تجمع الأحداث اللاحقة بين الاحتفال بثقافة الإعاقة والأحداث التعليمية، مثل الندوات حول الحقوق القانونية للأشخاص ذوي الإعاقة، والتوعية بإمكانية الوصول، ومواضيع مماثلة.

## علم فخر ذوي الإعاقة

علم فخر ذوي الإعاقة الذي أعادت آن ماجيل تصميمه في عام 2021 ليكون آمنًا بصريًا وشاملًا.

تم إنشاء علم فخر الإعاقة بواسطة آن ماجيل وتم إدخاله إلى المجال العام في عام 2019. كان علم آن ماجيل الأصلي يتميز بتصميم صاعقة وألوان زاهية على خلفية سوداء. تم إعادة تصميم العلم في عام 2021 بألوان هادئة وخطوط مستقيمة استجابة لملاحظات الأشخاص ذوي الإعاقات البصرية. يحد التصميم الجديد من تأثير الضوء الساطع الناتج عن صاعقة البرق ليكون أكثر أمانًا بصريًا لأولئك الذين يعانون من الصداع النصفي والنوبات الناجمة عن الضوء المرئي. تؤدي تغييرات سطوع الألوان إلى جعل العلم أكثر سهولة في الوصول إليه بالنسبة لأولئك الذين يعانون من عمى الألوان.
يتضمن العلم الجديد عددًا من العناصر المختلفة، يرمز كل منها إلى جوانب مختلفة من تجربة الإعاقة. يتم وضع الخطوط الملونة قطريًا عبر العلم لإظهار كيف يتعين على المعاقين تجاوز الحواجز في المجتمع.
- كل ألوان العلم الستة "القياسية": الإعاقة تمتد عبر الحدود بين الدول والأمم
- الحقل الأسود: الحداد على ضحايا العنف والإساءة العنصرية
- الفرقة القطرية: "تخترق" الجدران والحواجز التي تفصل الأشخاص ذوي الإعاقة عن المجتمع
- الخط الأحمر: الإعاقات الجسدية
- الخط الذهبي: الإعاقات المعرفية
- الخط الأبيض: إعاقات غير مرئية وغير مشخصة
- الخط الأزرق: الإعاقات النفسية
- الخط الأخضر: الإعاقات الحسية[52][53]